# Angela Ianaro
Angela Ianaro (Benevento, 28 agosto 1967) è una politica italiana.

## Biografia
Dopo aver conseguito la laurea in farmacia nel 1990, diviene professore associato di Farmacologia presso l'Università degli Studi di Napoli Federico II.

### Attività politica
Alle elezioni politiche del 2018 viene candidata nel collegio uninominale di Benevento per la Camera dei deputati, per il Movimento 5 Stelle, dove viene eletta deputata con il 44,32% dei voti contro i candidati del centro-destra, in quota Forza Italia, Fernando Errico (30,14%) e del centro-sinistra, in quota Partito Democratico, Carmine Valentino (19,04%).
Nella XVIII legislatura della Repubblica è stata componente della 12ª Commissione Affari sociali e della 14ª Commissione Politiche dell'Unione europea, oltre a sostituire in quest'ultima sia Riccardo Fraccaro durante il governo Conte II che Luigi Di Maio durante il governo Draghi.
A marzo del 2022 lascia il Movimento 5 Stelle per aderire al Partito Democratico.